# Verlagsgruppe Passau
Verlagsgruppe Passau – niemiecka grupa medialna założona w 2000 w Pasawie, obecna w Niemczech, Czechach (do 2015) i w Polsce.
Do Verlagsgruppe Passau należało m.in. Polska Press (dawniej Polskapresse).
W 2015 Verlagsgruppe Passau sprzedała swoją czeską spółkę Vltava-Labe-Press, którą nabył fundusz inwestycyjny Penta Investments.